# Тунгусо-маньчжурские народы
Тунгусо-маньчжурские народы — группа родственных народов, издревле населяли земли восточной Сибири и Дальнего Востока (обширное междуречье Енисея и Амура), а также северо-восточного Китая. Антропологически они — ярко выраженные монголоиды, что закреплено в термине тунгиды.
К топонимам тунгусо-маньчжурского происхождения относят Енисей, Лена, Амур, Сахалин. 

## Происхождение
Прародиной тунгусо-маньчжурских народов в эпоху неолита было южное Прибайкалье. До прихода якутов, по мнению советских этнографов, тунгусо-маньчжурские племена населяли таёжные земли Якутии.  

## История
Первым историческим народом тунгусо-маньчжурской группы были раннесредневековые Мохэ, которые считаются потомком народа сушень из низовий Хуанхэ. В Прибайкалье предков тунгусов связывают с глазковской культурой. В VII—X вв. им удалось создать государство Бохай. Наибольшего развития достигли их потомки позднесредневековые Чжурчжэни, которые создали империю Цзинь. Конец их гегемонии на Дальнем Востоке положили монголы. Часть тунгусов была вынуждена подчиниться завоевателям, а часть бежала в глухую тайгу. 
Потомками чжурчжэней стали современные маньчжуры. В XVII веке они смогли захватить Китай и поставить во главе его свою династию Цин, однако эта часть тунгусо-маньчжурских народов подверглась китаизации. В 1930 году в Советской Сибири была образована Эвенкия. В 1932 году японцы попытались возродить государство Маньчжурию на северо-востоке Китая.

## Языки

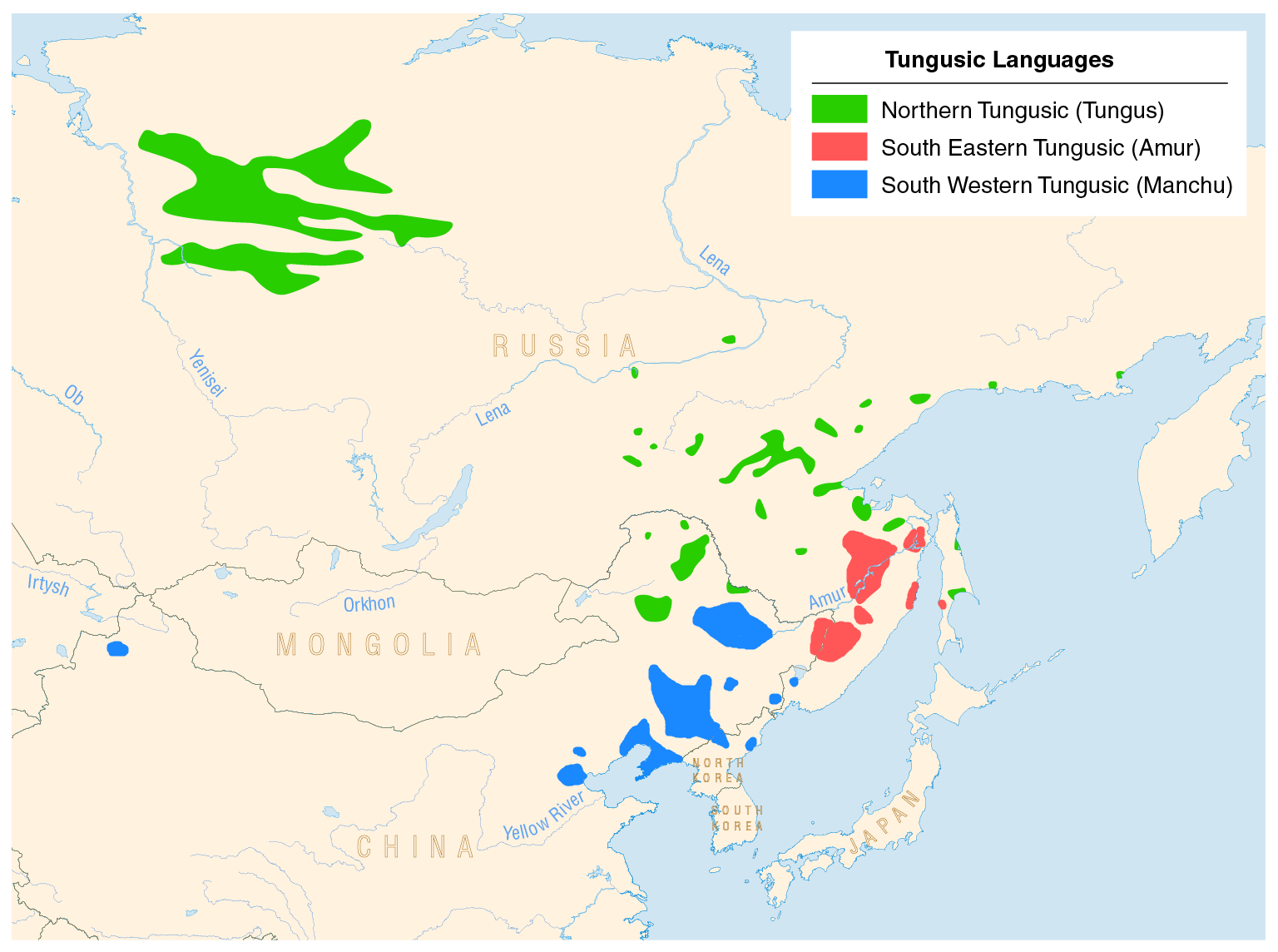
Распространение тунгусо-манчжурских языков

Основная статья: Тунгусо-маньчжурские языки

## Быт и поверья

### Хозяйство
Традиционным занятием тунгусо-маньчжурских народов была таежная охота с помощью особого «тунгусского лука». Также в качестве оружия использовалась алебарда (пальма). Во время войн защитным вооружением тунгусов были куяки и шишаки. Традиционным жилищем был чум. Развита была верховая езда — на севере на оленях, на юге — на лошадях. У жителей Амура важную роль играло рыболовство (промысел кеты и горбуши).

### Искусство

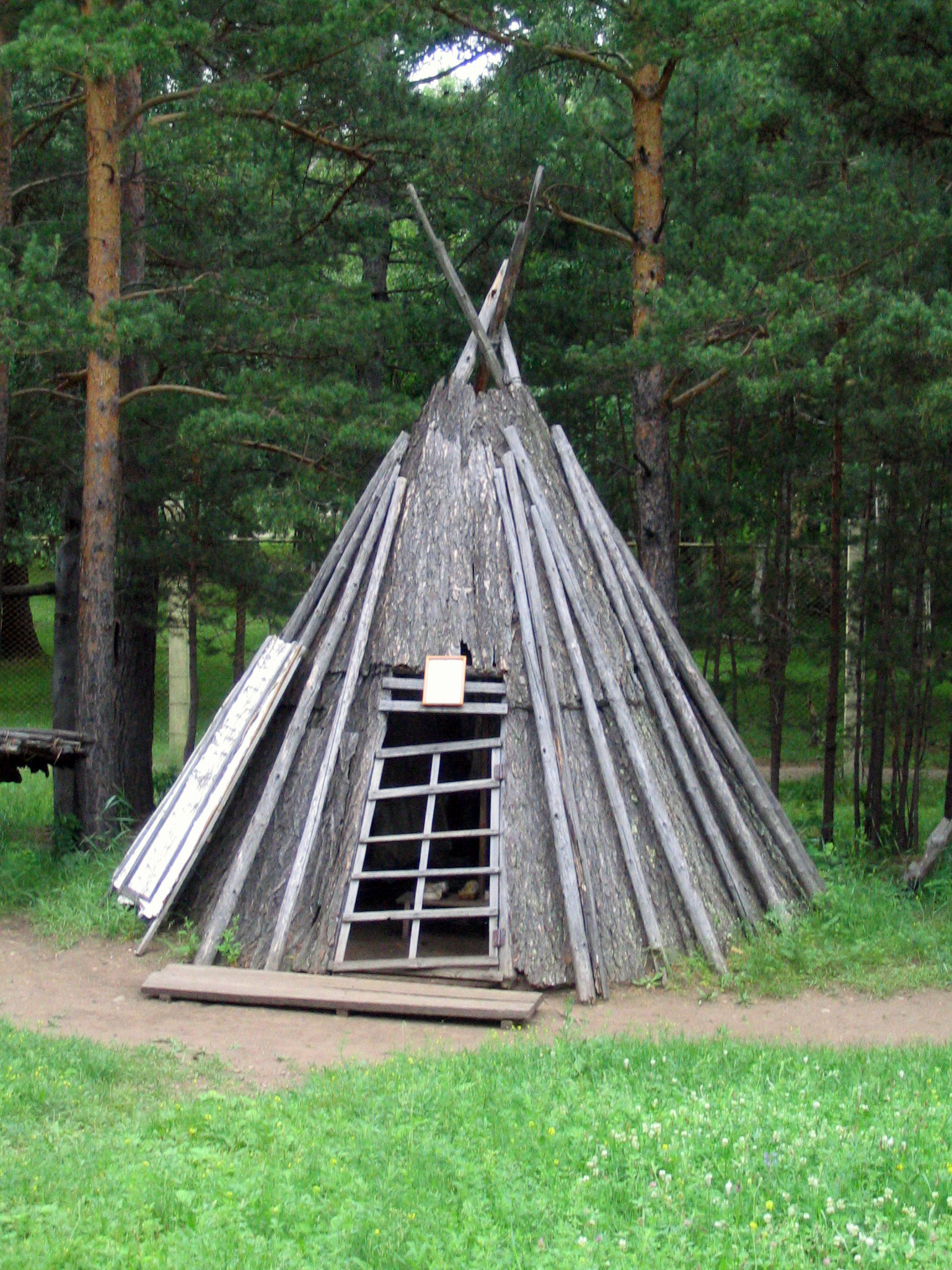
Традиционный чум эвенков

Особой категорией украшений у тунгусо-маньчжурских народов являются женские носовые серьги. Тунгусский орнамент строго геометричен и состоит из чередующихся дуг, арок, крестов, квадратов и ромбов. Встречаются и солярные символы в форме кругов с точкой посередине Крестообразная фигура на эвенкийском костюме — это изображение водоплавающей птицы гагары. Из музыкальных инструментов известны варган. Декоративно-прикладное искусство представлено берестяными коробами (туес).

### Духовная жизнь
Духовная жизнь тунгусо-маньчжурских народов представлена классическим шаманизмом. Само слово «шаман» тунгусского происхождения. Такой тип шаманизма подразумевает «шаманскую болезнь» как момент сверхъестественного избранничества, обучение, испытание и практику погружения в транс (камлание) с помощью пляски и бубна, в процессе которого шаман осуществляет путешествие в мир духов, либо вселение духа в собственное тело с целью получения знания. Костюм шамана состоит из мехового кафтана с бахромой из перьев, пояса с подвесками, бус, нагрудного зеркальца и меховой остроконечной шапки.
Духи различны:
- буга означает одновременно бога, мир и небо, но он равнодушен к человеку,
- эндури — дух конкретного места, реки или пашни,
- арэнки — неупокоенные души мертвых, пугающие болотными огоньками,
- сиркуль — дух болезни,
- сывэн — дух-помощник.

## Список тунгусо-маньчжурских народов
- маньчжуры
- сибо
- эвенки (тунгусы)
- эвены
- орочоны
- орочи
- ульчи
- удэгейцы
- негидальцы
- хэчжэ, или нанайцы
- ороки